# Dopage dans le catch
Le dopage dans le catch  consiste à utiliser des produits pharmaceutiques non pas à fins thérapeutiques mais dans le but d'augmenter sa masse musculaire ou soulager la douleur. Ce n'est pas une forme de triche influant sur le résultat des combats.

## Historique

### L'enquête fédérale contre laWorld Wrestling Federation(1994)
Au début des années 1990, la World Wrestling Federation (WWF) est devenue la principale fédération de catch des États-Unis devant l'historique National Wrestling Alliance grâce à des catcheurs à forte musculature comme Hulk Hogan ou l'Ultimate Warrior qui sont les principales vedettes des shows de la WWF. 
En 1989, le procureur fédéral Theodore Smith III reçut l'enregistrement d'une conversation téléphonique du Dr George Zahorian parlant d'une vente de stéroïdes à plusieurs catcheurs et officiels de WWF. Smith informa alors le FBI qui constata que Zahorian avait envoyé de nombreux colis via FedEx à plusieurs catcheurs mais aussi au président de la compagnie Vince McMahon.
Cela aboutit à un procès à l'été 1994, où la WWF fut accusée de trafic de stéroïdes. Deux anciens catcheurs de la WWF, Randy Colley et Thomas Zenk, affirmèrent que Zahorian était connu pour vendre des produits dopants. Hulk Hogan a avoué avoir pris des stéroïdes durant ce procès mais l'accusation n'a pu prouver que la WWF a fourni à ses employés des stéroïdes et elle fut donc acquittée. Ce procès a eu pour conséquence le renvoi de plusieurs catcheurs pour contrôle antidopage positif (Ultimate Warrior et le British Bulldog notamment début 1993 pour l'un et fin 1992 pour l'autre), Hulk Hogan étant parti à la World Championship Wrestling quelques mois auparavant .

### Le laissé-faire de l'Extreme Championship Wrestling
Dans les années 1990 Paul Heyman a fait de l'Eastern Championship Wrestling, un des territoires de la National Wrestling Alliance, une fédération indépendante de cette dernière devenant l'Extreme Championship Wrestling (ECW) en proposant du catch hardcore.
La ECW n'avait pas de politique antidopage et certains catcheurs prenaient des stéroïdes ou des antidouleurs ainsi que de la drogue dans un usage récréatif.

### Les contrôles antidopage à laWorld Championship Wrestling
Quand Ted Turner a créé la World Championship Wrestling (WCW) il en confie la direction à Bill Watts qui décide d'instituer des contrôles antidopage afin de donner une légitimité à cette fédération. Plusieurs catcheurs sont contrôlés positif mais aucune sanction n'est prise, Watts souhaitant utiliser ces contrôles lors des renégociations de contrat. Finalement ce programme de lutte contre le dopage est rapidement abandonné, celui-ci se réduisant au contrôle des catcheurs de second plan qui ne sont de toutes façons pas sanctionnés en cas de test positif.

## Conséquences pour les catcheurs
La consommation régulière de stéroïdes a des conséquences graves à long terme et augmente le risque de mourir d'une crise cardiaque. Ce fut le cas pour le catcheur Umaga, décédé en 2009 d'une crise cardiaque après avoir mélangé trois médicaments (un antidouleur, un anxiolytique et un myorelaxant).